# Вайде

Ва́йде (латыш. Vaide, лив. Vaid) — ливское село в Латвии. Вайде расположен в нейтральной зоне национального парка Слитере, в Колкинской волости Талсинского края, на берегу Ирбенского пролива Балтийского моря. Расстояние от села Вайде до волостного центра Колка 9 км, до крайцентра Талси 67 км, до столицы Рига 185 км.
Название Вайде возможно связано с прибалтийско-финскими языками. Ливское слово Vaid переводиться как промежуток, зазор, интервал, щель. В эстонском языке слово родственному слову vahe переводиться как граница.
Первое упоминание деревни Вайде встречается в 1585-1583 годах в Реестре крестьянских наделов (вак) Пилтене (латыш. Piltenes vaku registrs) под названием Waiden.
Подушная перепись Дундагской мызы за 1826 год показывает, что в четырех хозяйствах Вайде проживает 76 человек - 33 мужчины и 43 женщины. Всего было четыре старых хозяйства, в которых проживали 19 семей, четыре — хозяйственники, восемь — арендаторов, четыре — слуг, и три — вдовьи семьи. 
Во второй половине 19 века Вайде насчитывала 6 хуторов, все они имели лодки и занимались рыболовством. Рыболовством занималось 12 мужчин. Всего лодок было 14, больше всего на хуторе Лекшу. 
C 1908 по 1909 все владельцы хуторов могли выкупить свои владения у барона Кристиана фон Остен-Сакена. В среднем платили 1800 рублей за старое хозяйство, новые хозяйства - Полманю и Яунрочу, выкупались за 800 рублей. На 1910 год в Вайде было зарегистрировано 27 лодок, в среднем по 4 лодки на хозяйство, что свидетельствует об активной рыбной ловли всеми хуторами деревни Вайде.  
Во время Первой мировой войны небольшой российский десант высадился у двора Лекшу. Затем десант направился от деревни Вайде в сторону Колки. Возле Яунстампсте, в 3 километрах от Колки произошла битва с немецкими войсками. В битве погибло 17 немцев и двое русских. После возвращения российского десанта в Вайде, они ваяли в плен хозяина двора Лажу Петери Лауницу. После битвы, немцы вернулись в Дундагскую мызу, но вскоре вернулись и отыгрались на местных жителях. Был арестован и пленен в Германию хозяин двора Жонаку - Янис Бертхолдс, хозяин двора Вецрочу Теодор Хеиденс, Фрицис Ансевич и его сын Василий. Немцы расстреляли Балода из деревни Мелнсила и сына хозяина двора Яунрочу Андрея Янберга. Данные события были записаны в воспоминаниях Гризелды Кристинь.     
Ливский поэт Альфонс Бертольд посвятил Вайде стихотворение:
|
Äb kougõn sǟl sīest Kūolka nanāst
um piški kilā vaņšti vanāst
Sǟl jelīz vizā līvõd aim
Kus võļikšiz set livõd vaim.
Āt āigastõd kil tunnõd, lǟnõd.
Mäd izād kil āt pǟgiņ nǟnõd.
Kil touvõd sūrd täs iļ āt lǟnõd,
Agā vozād set täs ātõ īenõd.
Se piški kilā Vaid sõb nuttõd,
ni sa ūod neiku jarā jettõd.
Agā sa ārmaz ikštiz ūod,
sa mädlõmiži minnõn tūod.
Ku vanād mīed alz kubbõ tuļtõ,
siz īdzõ kūožõs amād voļtõ.
Siz lõliztõ ne loul sīe nei
mis sīeldi minnõn mīelõ ei:
«Lõz ja Zūonkõ, Lõks ja Folmaņ
Ūdrūotš ja Vanarūotš
Ūdtämštõn se korkorko

## Крестьянские дворы
- Жонаку двор (латыш. Žonaku sēta) — самый старый двор, впервые упоминается в списках контрибуции за 1736 год[4]. В 1928 году при содействии хозяина хутора «Žonaku» Яниса Бертхольда было основано Вайдеское кладбище[4]. Первым владельцем двора был Мачс Жонакс. В 1834 году семья Жонаков детям взяла фамилию Бертолды (Bērtolds), позднее видоизменилась на Бертхолд (Betrholds). В ливском фольклоре упоминаются рассказы про «дьявола Жонака» (Žonaku velnu), «Как Жонак ходил в школу» и др.[13] На 1826 год проживало 25 человек[6]. На 1914 год проживало 6 семей из 26 человек[14].
- Лажу двор (латыш. Lāžu sēta) имеет ливское историко-культурное значение. На 1826 год проживало 16 человек[6]. В Лажу дворе родился Ника Полманис.[15] Сестра Ника Полманиса - Гриета (Grieta) вышла замуж за Андрея Бертольда из двора Жонаку, создав известный и большой ливский род Бертольдов (Bertholds)[16]. На 1914 год проживало 5 семей из 25 человек[14].
- Лекшу двор (латыш. Lekšu sēta) - второй самый старый двор в Вайде, первое упоминание двора в 1743 году. Первый известный хозяин хутор Янис Лекшу.[17] На 1826 год проживало 15 человек[6]. На 1914 год проживало 11 семей из 45 человек[14].
- Рочу двор (латыш. Roču sēta) - впервые упоминается в источниках в 1731 году. Первый хозяин  Rotshe Peter.[18] На 1826 год проживало 20 человек[6]. На 1914 год проживала одна семья из 7 человек[14].
- Яунрочу двор (латыш. Jaunroču sēta)  - первый хозяин двора Янис Янбергс упоминается в Персональных регистрах за 1843 год[19].  На 1914 год проживало 5 семей из 21 человека[14].
- Полманю двор (латыш. Polmaņu sēta)  - предположительно первый дом двора был построен в 1830 году. Первый хозяин был Дидрикис Полманис, жили в как крестьяне под Дундагской мызыой. В 1865 году внучка Гриета Полманя выходит замуж за бондаря Клава Феимана.  В начале 20-го века Клавс Феиманис выкупил хозяина хутора Вайлес Полманя у барона  Дундагской  мызы за 800 рублей.[20] На 1914 год проживало 3 семьи из 11 человек[14].

## Достопримечательности
- Музей рогов, основанный Э. Хаусманом[21].

## Известные уроженцы
- Паулине Клявиня, ливская поэтесса и переводчица.
- Ника Полманис, ливский музыкант, композитор, продюсер и исполнитель.
- Виктор Бертольд, последний носитель ливского языка в Латвии.
- Кристина Гризельда, старейшая представительница ливского народа. Хутор "Eļmi"
- Альфонс Бертольд, ливский поэт и переводчик.